# Weyrauchiana
Weyrauchiana is een geslacht van hooiwagens uit de familie Zalmoxioidae.
De wetenschappelijke naam Weyrauchiana is voor het eerst geldig gepubliceerd door Roewer in 1952. 

## Soorten
Weyrauchiana is monotypisch en omvat slechts de volgende soort:
- Weyrauchiana oxapampa